# 6月14日
6月14日是公历一年中的第165天（闰年第166天），离全年结束还有200天。

## 大事记

### 18世紀以前
- 1158年：慕尼黑由獅子亨利在伊薩爾河畔建立。
- 1206年：南宋颁布伐金诏书，六天之后，出兵北伐金朝，最终惨败。
- 1276年：南宋皇帝宋端宗赵昰在福州被拥立为皇帝。
- 1285年：在越南和蒙古的戰鬥中，在越南的大部分蒙古海軍艦隊被摧毀。
- 1381年：在英格蘭農民起義期間，叛軍衝進倫敦塔，殺死大法官西門·蘇德布里（英语：Simon Sudbury）和庫務大臣羅伯特·黑爾斯（英语：Robert Hales (knight)）。
- 1645年：在英国内战中，英国国王查理一世的主力军队在内斯比战役中被托马斯·费尔法克斯和奥利弗·克伦威尔率领的国会军打败。
- 1658年：蒂雷納子爵統帥的法蘭西軍在沙丘戰役中對西班牙軍取得決定性勝利，法國正式取代西班牙帝國成為歐洲霸主。

### 18世紀
- 1775年：美國獨立戰爭中的大陸軍由大陸代表大會成立，標誌著美國陸軍的誕生。
- 1777年：在美国独立战争期间，第二届大陆会议决议采用星条旗设计作为革命过后的美国国旗。
- 1789年：邦蒂號叛變事件倖存者，包括威廉·布萊上尉和其他18名倖存者在行駛近7,400公里後到達東帝汶。
- 1800年：第二次對法同盟中的馬倫哥戰役爆發。

### 19世紀
- 1807年：法國皇帝拿破崙一世率領的軍隊在弗里德蘭戰役中擊敗第四次反法同盟的俄羅斯軍隊。
- 1822年：英國數學家與工程師查爾斯·巴貝奇在皇家天文學會論文中提出了一種差分機。
- 1846年：墨西哥加利福尼亞省索諾馬的居民宣布從墨西哥獨立，建立加利福尼亞共和國。
- 1891年：清政府调登州（今胶东地区）总兵章高元率兵移驻胶澳设防，青岛市建置开始。
- 1900年：夏威夷成為美國領土。

### 20世紀
- 1905年：（儒略曆）1905年俄國革命：俄国海军战舰波将金号起义。
- 1919年：美國飞行员約翰·威廉·埃爾庫克（英语：John Alcock (RAF officer)）與亞瑟·布朗（英语：Arthur Whitten Brown）自紐芬蘭聖約翰斯起飛，於次日抵達愛爾蘭戈爾韋郡，成为不间断驾驶飞机飞越大西洋的第一人。
- 1934年：电影《渔光曲》在上海上映，引起空前轰动。
- 1938年：宋庆龄在香港发起成立保卫中国同盟。
- 1940年：第二次世界大战：在法國政府遷往波爾多的四天後，納粹德國軍隊成功佔領巴黎。
- 1941年：六月遣送，蘇聯大舉驅逐波羅的海三國，波蘭和白俄羅斯的當地人口。
- 1949年：恒河猴阿爾伯特二世乘坐V-2火箭升至134公里的高度（通常以100公里作為對太空的劃分），從而成為太空中的首隻猿猴。首個阿爾伯特在1948年乘坐V-2火箭升至63公里的高度。
- 1956年：米格21戰鬥機首飛。
- 1966年：教宗保禄六世决定正式废止使用长达407年的《禁书目录》。
- 1982年：阿根廷军队在福克兰群岛首府斯坦利向英国军队无条件投降，福克兰战争结束。
- 1985年：西德、法国、比利时、荷兰、卢森堡五国在申根签署彼此取消边境检查的《申根公约》。

### 21世紀
- 2005年：牙買加選手鮑維在雅典以9秒77打破男子100米新世界紀錄。
- 2012年：YouTube印尼版上線。[1]
- 2014年：頓巴斯戰爭：烏克蘭空軍一架伊爾-76運輸機被自封的盧甘斯克人民共和國部隊擊落，機上49人全數罹難。
- 2017年：伦敦北肯辛顿高层住宅格伦费尔塔发生火灾，造成72人死亡、74人受伤。
- 2018年：2018年世界杯足球赛开幕。
- 2023年：一艘載有數百名難民的漁船在希臘南部麦西尼亚专区皮洛斯海岸傾覆沉沒，造成至少80人死亡、近500人失蹤。

## 出生
- 1811年：哈里特·伊莉莎白·比徹·斯托，美國作家、廢奴主義者，代表作品《湯姆叔叔的小屋》為美國南北戰爭導火線之一（1896年逝世）
- 1812年：莊士敦，蘇格蘭裔英國殖民地官員（1888年逝世）
- 1837年：約翰·湯姆森，蘇格蘭攝影師（1921年逝世）
- 1838年：山县有朋，日本首相、元帥（1922年逝世）
- 1856年：馬尔可夫，俄國数学家（1922年逝世）
- 1864年：愛羅斯·阿茲海默，德國精神病學家，首先發表老年痴呆症病例（1915年逝世）
- 1868年：卡尔·兰德施泰纳，奧地利科學家、細菌學家，1930年諾貝爾生理學或醫學獎得主（1943年逝世）
- 1877年：艾達·麥克林，英國生物化學家（1944年逝世）
- 1886年：伯納德·納坦，羅馬尼亞猶太人電影人（1942年逝世）
- 1898年：王尽美，中国共产党一大代表之一（1925年逝世）
- 1899年：川端康成，日本新感覺派作家，1968年諾貝爾文學獎得主（1972年逝世）
- 1924年：詹姆士·W·布拉克，蘇格蘭藥理學家，1988年諾貝爾生理學或醫學獎得主（2010年逝世）
- 1928年：切·格瓦拉，阿根廷裔古巴革命领導人（1967年逝世）
- 1933年：弗拉基米爾·克拉斯諾波利斯基，俄羅斯電影導演、編劇（2022年逝世）
- 1945年：何塞·加西亞·布伊特龍，西班牙醫師、政治人物，曾任西班牙參議院議員（2022年逝世）
- 1946年：夏雨，香港演員
- 1946年：唐納·川普，美國企業家、政治人物，現任美國總統
- 1950年：李麗麗，香港女演員（2024年逝世）
- 1950年：羅雲·威廉斯，英國教會聖職者、政治家、神學家、詩人，第104任坎特伯里大主教
- 1954年：黃建新，中國電影導演
- 1958年：詹姆斯·格尼，美國藝術家、作家
- 1958年：奧拉夫·蕭茲，德國政治人物，現任德國總理
- 1959年：馬世莉，台灣女藝人
- 1967年：茹仙·阿巴斯，維吾爾裔美國政治活動人士
- 1968年：烏赫那·呼日勒蘇赫，蒙古政治人物，現任蒙古總統
- 1969年：施特菲·格拉夫，德國職業網球運動員
- 1971年：張鳳書，台灣女演員
- 1973年：蔡適應，台灣政治人物
- 1974年：張真英，韓國女演員（2009年逝世）
- 1976年：水島大宙，日本男性聲優
- 1978年：徐熙娣，台灣主持人
- 1978年：迪亞布羅·科蒂，美國編劇、作家
- 1979年：謝佳見，馬來西亞演員
- 1979年：帕拉东·斯里查潘，泰國网球運動員
- 1979年：陳貝兒，香港主持人
- 1980年：黃冠龍，台灣音樂人
- 1981年：弗拉基米爾·奧斯切金，俄羅斯人權活動家
- 1982年：郎朗，中國鋼琴家
- 1983年：荒木宏文，日本男演員
- 1983年：別府步美，日本女演員
- 1984年：林潔瑜，香港電視演員
- 1985年：利得彙，台灣女歌手
- 1986年：比嘉愛未，日本女演員
- 1989年：溝端淳平，日本男演員
- 1993年：曾惜，中國女歌手
- 1994年：文泰一，韓國男子偶像團體NCT成員
- 1996年：徐愷伶，台灣女演員
- 1996年：相澤南，日本AV女優
- 1997年：高爾宣，台灣男歌手
- 1997年：藤井風，日本創作歌手
- 1998年：中川大志，日本男演員
- 1998年：比拉爾·班納馬，法國男子拳擊運動員
- 1999年：周子瑜，韓國女子偶像團體TWICE成員
- 1999年：金民錫，韓國男子競速滑冰運動員
- 1999年：林君怡，中國女藝人
- 2000年：娜歐蜜·格瑪，美國職業女子足球運動員
- 2000年：小鮑比·威特，美國職業棒球運動員
- 2003年：尹勢銀，韓國女子偶像團體STAYC成員
- 2003年：CHANELLE MOON，韓國女子偶像團體FIFTY FIFTY成員
- 2004年：李宥姃，韓國女子偶像團體LIGHTSUM成員
- 生年不詳：立花日菜，日本女性聲優

## 逝世
- 1161年：宋钦宗赵亶，宋朝皇帝（1100年出生）
- 1544年：安托萬，洛林公爵（1489年出生）
- 1583年：柴田勝家，日本戰國時代武將（1522年出生）
- 1746年：科林·麦克劳林，蘇格蘭數學家（1698年出生）
- 1856年：卡拉赫里亞克，因紐特獵人（約1834年出生）
- 1886年：亞歷山大·奧斯特洛夫斯基，俄羅斯劇作家（1823年出生）
- 1918年：恩斯特·萬霍芬，德國動物學家（1858年出生）
- 1920年：馬克斯·韋伯，德國社會學家、歷史學家、經濟學家、哲學家、法學家（1864年出生）
- 1923年：曼斯菲爾德·史密斯-卡明，英國海軍軍官（1859年出生）
- 1926年：玛丽·卡萨特，美國畫家和版畫家（1844年出生）
- 1928年：艾米琳·潘克斯特，英國活躍政治家（1858年出生）
- 1936年：章太炎，中国学者（1869年出生）
- 1936年：吉爾伯特·基思·卻斯特頓，英國作家、文學評論者、神學家（1874年出生）
- 1938年：威廉·華萊士·坎貝爾，美國天文學家（1862年出生）
- 1946年：约翰·罗杰·贝尔德，電視的发明者（1888年出生）
- 1987年：布爾漢丁·哈拉哈普，印尼政治人物，第9任印尼總理（1917年出生）
- 2003年：愛德華·F·摩爾，美國數學家、計算機科學家（1925年出生）
- 2005年：丁同三，臺灣登山家（1926年出生）
- 2006年：郭昶，廣東電視台藝員，飾《外來媳婦本地郎》康祈宗而成名（1956年出生）
- 2007年：庫爾特·瓦爾德海姆，聯合國前秘書長、前奧地利總統（1918年出生）
- 2007年：李天民，臺灣編舞家（1925年出生）
- 2008年：裘法祖，中国外科学家（1914年出生）
- 2013年：黎漢持，香港男演員（1951年出生）
- 2015年：嚴秀峰，生於浙江杭州，李友邦之妻（1921年出生）
- 2015年：喬石，中國共產黨及中華人民共和國前主要領導人之一（1924年出生）
- 2021年：王秋華，臺灣女性建築師，被譽為「台灣圖書館建築之母」（1925年出生）
- 2021年：恩里克·博拉尼奧斯，前尼加拉瓜總統（1928年出生）
- 2021年：马尔基斯·基多，印尼退役羽毛球運動員（1984年出生）
- 2022年：亞伯拉罕·B·約書亞，以色列小說家、散文家、劇作家（1936年出生）
- 2023年：張英才，香港粵語片、電視劇男演員、粵語配音員（1934年出生）
- 2023年：陳秀治，臺灣教師（1937年出生）
- 2023年：羅曼·賈基夫，美國理論物理學家（1939年出生）
- 2025年：比奥莱塔·查莫羅，尼加拉瓜政治人物，前任尼加拉瓜總統，拉美第一位女性國家領導人（1929年出生）
- 2025年：陳彼得，台灣男歌手、詞曲作家、音樂製作人（1943年出生）
- 2025年：梅麗莎·霍特曼，美國律師、政治人物，曾任明尼蘇達州聯邦眾議員（1970年出生）

## 节假日和习俗
- 世界捐血者日
- 美国國旗日
- 親吻情人節[2][3]
- 福克蘭群島、 南乔治亚和南桑威奇群岛：解放日
- 中华人民共和国哈尔滨市诚信日